# Rothbach (Kalte Moldau)
Der Rothbach ist ein der rechte und südwestliche Oberlauf der Kalten Moldau im Bayerischen Wald.

## Geographie

### Verlauf
Der Rothbach entspringt nordöstlich des Graineter Dorfes Obergrainet im Wald an den Hängen zwischen Haidel im Nordwesten und Hackelberg im Südosten. Er fließt durchweg im Wald, anfangs ostnordöstlich, später nordöstlich.

### Einzugsgebiet
Das Einzugsgebiet entwässert, anders als der größte Teil des Bayerischen Waldes, über Kalte Moldau, Moldau und Elbe in die Nordsee. Zur Holztrift wurde allerdings ein vom Rothbach nach rechts abzweigender Kanal angelegt, durch den Wasser vom Rothbach über die Europäische Hauptwasserscheide in den Osterbach fließt. Dieser gehört zum Flusssystem der Donau.

### Zuflüsse und Abgänge
- Unterer Brandlwiesgraben, von links und Westen auf etwa 915 m ü. NHN
- → (Kanal zum Osterbach), nach rechts und Südosten auf etwa 903 m ü. NHN
- Hüttenbach, von rechts und Süden auf etwa 863 m ü. NHN

### BayernAtlas („BA“)
Amtliche Online-Gewässerkarte mit passendem Ausschnitt und den hier benutzten Layern: Lauf und Einzugsgebiet des Rothbachs

Allgemeiner Einstieg ohne Voreinstellungen und Layer: BayernAtlas der Bayerischen Staatsregierung (Hinweise)
1. 1 2  Höhe abgefragt auf dem Hintergrundlayer Amtliche Karte (Rechtsklick).

### Gewässerverzeichnis Bayern („GV“)
1. 1 2  Länge und Einzugsgebiet nach: Gewässerverzeichnis - Gesamttabelle

### Andere
1. ↑  Am Osterbach-Triftkanal. 13. Februar 2018, abgerufen am 29. August 2020 (deutsch).